# Mydaea urbana
Mydaea urbana este o specie de muște din genul Mydaea, familia Muscidae. A fost descrisă pentru prima dată de Johann Wilhelm Meigen în anul 1826. Conform Catalogue of Life specia Mydaea urbana nu are subspecii cunoscute.